# 超特急
超特急（ちょうとっきゅう）は、特別急行列車（特急）よりも更に速い列車。また、「超特急で仕事する」等、列車以外のものの速さを強調する時にも使われる。

## 列車種別・愛称としての「超特急」

### 日本
21世紀初頭の現在の日本の鉄道では、「超特急」という種別の列車は正式には存在しない。ただし、かつてはそう称された列車が存在した。
なお、「特急」より上の格に当たる列車に対しては、現在では「快速特急」・「快特」と名づけたり、「スカイライナー」や「S-TRAIN」、「ミュースカイ」などのように、列車愛称と列車種別名とを兼用しているケースが私鉄数社で見受けられる。

#### 戦前の「超特急」
通称としての「超特急」
戦前に日本で「超特急」と呼ばれていた列車として著名な列車として、1930年（昭和5年）10月に東京 - 神戸間で運行を開始した特別急行列車「燕」号が挙げられる。これはダイヤ設定にあたって、編成を他の特急列車に比べ短くして換算両数を減らし、停車駅を運転上必要なものと大都市のみに絞り、かつ、使用する蒸気機関車に補助給水車を連結し、乗務員交代も走行中の車外を伝って行うなどして、蒸機牽引列車であっても最大限の時間短縮が可能なように設定された。しかし、「燕」に対する「超特急」の呼称はあくまでも通称であって、「特別急行」が正式な列車種別だった。
正式名称としての「超特急」

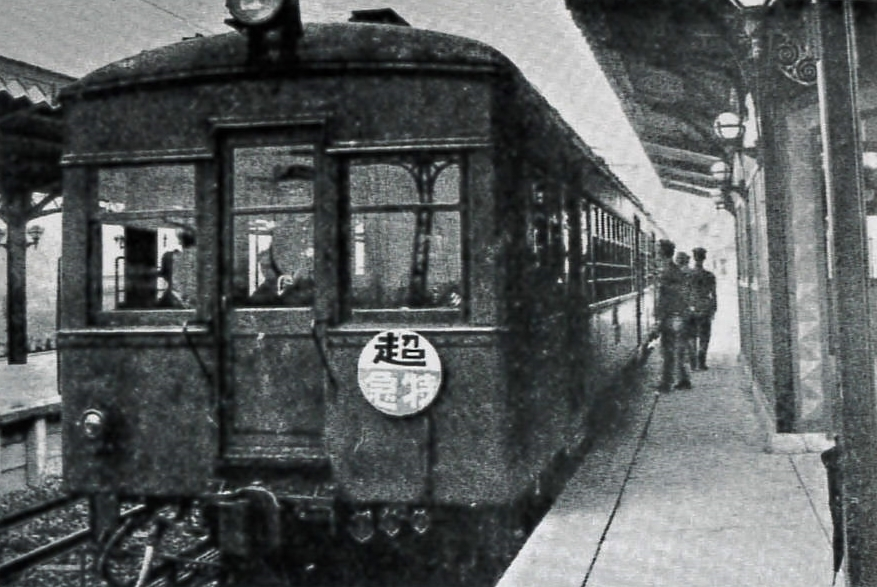
愛知電気鉄道の「超特急」

- 現在の名古屋鉄道名古屋本線の東半分を当時運営していた愛知電気鉄道では、神宮前 - 豊橋間の最速達列車として、1930年（昭和5年）9月から超特急「あさひ」号の運行を開始した。
- 現在の阪急電鉄京都線の前身である京阪電気鉄道新京阪線では、1930年（昭和5年）10月1日のダイヤ改正時に天神橋 - 西院（仮）間をノンストップで結ぶ列車を「超特急」と命名、以後京阪京都延長線の開業を経て、1938年（昭和13年）10月1日のダイヤ改正で急行と統合して「特急」に種別を変更するまで、同線の最速達列車として運転された。現在の阪急京都線特急の前身に当たる。
- 1933年（昭和8年）12月に現在のJR西日本阪和線を当時運営していた阪和電気鉄道では、阪和天王寺 - 阪和東和歌山間をノンストップで結ぶ列車を「超特急」と命名した。この列車は61.2 kmを最速45分で走破し、表定速度においては、戦後特急「こだま」が記録を更新するまで長く国内最速達列車の座にあった。のちの新快速、現在の紀州路快速の前身に当たる（JRの他線区としての特別快速に相当する）。

#### 戦後の「超特急」と「スーパー」列車
特急列車自体、戦時下の1944年（昭和19年）に廃されて1949年（昭和24年）に「へいわ」の復活まで運行されることが無かった。しかし「へいわ」→「つばめ」の成功や、1956年（昭和31年）に東海道本線が全線電化されたことに伴い、特急列車の速達化を計る上で「超特急列車構想」が生まれ、「ビジネス特急」と設計時通称された「こだま」用車両"20系電車"（称号改正により後に151系→181系となる）がその構想に基づいて誕生したといわれている。結果的に同線を運行する特急・急行列車の大部分は電車化された後、1964年（昭和39年）の東海道新幹線開業に伴い、特急列車は新幹線列車に移行する形で廃された。
なお、JR発足前後より運行される特急列車の中で新型車両の導入や速達列車には「スーパー」と列車名に冠される列車が運行されることがあるが、多くの場合設定時には停車駅の精選などが行われる事例が見受けられる。これは、1980年代前半のJR発足直前までに急行列車を統合し、優等列車が特急列車のみとなった関係で、格上の列車にこの名称を用いざるを得なかったことが考えられるが、かつての「超特急」とは異なり、単なる車両の違いなどで使い分けられる場合もダイヤの設定上ままありえた。
また、整備新幹線の内、新幹線鉄道規格新線を通過する列車として「スーパー特急」という言い回しを用いるが、これはいわゆる「フル規格」と称される新幹線規格を使った列車が「超特急」と喧伝された関係で、それに近い言い回しを用いたものとされる。
私鉄では、1968年6月に登場した京浜急行電鉄の快速特急の名称候補として「超特急」が用いられようとした事例があった。当時の特急より上位の種別だったため、最後まで名称候補に残るも「超」は大げさとの意見もあり、「快速特急」が選定された。

#### 新幹線列車種別としての「超特急」
東海道新幹線計画が実現に向かうにつれ、新幹線のことを「夢の超特急」と表現することが多くなった。これは構想当時の建設区間である東京 - 大阪間の所要時間が当時の速達列車の6時間程度から3時間にまで速達化することからこの呼び名が用いられたと考えられる。遡る1954年（昭和29年）に開発者の一人である三木忠直が「超特急列車の一構想」という私案を発表している。
新幹線が開業した際には、「ひかり」号を最速列車として超特急、「こだま」号を在来線特急からの移行として特急と、それぞれに違う呼称を与え、新幹線料金も超特急料金と特急料金とで格差を設けていた。しかし、1972年（昭和47年）3月の山陽新幹線岡山開業に際して、格差が縮小し、1975年（昭和50年）3月の山陽新幹線全線開業に伴うダイヤ改正で「ひかり」の停車パターンが多様化したことにより超特急料金が撤廃された。以降超特急という呼称も次第に使われないようになっていった。
2008年、新幹線開業時より使われていた新幹線0系電車が全て引退するに伴い、JR西日本のホームページでは『ありがとう夢の超特急』と告知され、マスコミでも大きく『超特急』という名前が取り上げられた。なお定期運転引退時にはかつての超特急「ひかり」ではなく、特急であった「こだま」で運用されていたものの、定期運転終了後の引退記念運転では超特急であった「ひかり」で運転された。 
1992年（平成4年）3月から運転を開始した「のぞみ」号は「ひかり」号・「こだま」号よりも高い特急料金を設定しているが、列車種別上の表記は「超特急」としていない。また、300系として実現した超高速運転構想について、「超々特急」の呼称で言及していることがある。
超特急料金が撤廃された後も、新幹線車内の英語アナウンスでは、例えば"This is the NOZOMI SuperExpress bound for Tokyo"（この列車は<超>
特急「のぞみ」東京駅行です）のように放送されており、在来線の特急を示すLimited Expressとは区別が残っている。この"Super express"は東海道・山陽新幹線に限らず、東北・上越・北陸・九州新幹線の様に新幹線列車では共通に用いられている。

#### 車両の愛称としての超特急
小田急ロマンスカーは、1957年登場の初代3000形電車にSE(Super Express)を採用して以降、30000形(EXE)を除くすべての特急用車両で(-SE)を付けた名称が愛称となっている（3100形 (NSE),7000形 (LSE),10000形 (HiSE),20000形 (RSE),50000形 (VSE),60000形 (MSE),70000形 (GSE)）。
また、正式な名称ではないが東武鉄道が1960年に日光・鬼怒川方面への特急列車に1720系「デラックスロマンスカー」を就役させた時に発行した時刻表には、「夢の超特急・デラックスロマンスカー誕生!」と記されていた。

## 鉄道以外の「超特急」
鉄道以外では、高速バス・路線バスのうち「特急バス」等と称する場合、直行便（ノンストップ）タイプの便を「特急」以上の存在であるとして、こう称する事例がある。この場合、「超特急」と「特急」では料金格差がないことが多い。また、かつてはサンデン交通バスの下関－青海島間や、大分交通バスの大分駅ー国東ー竹田津港路線に「超特急」が設定されて時刻表にも掲載されていた。